# Luisa Elena Contreras Mattera
Luisa Elena Contreras Mattera (Queniquea, 2 de desembre de 1922 - 27 de setembre de 2006) va ser una pionera de l'aviació de Veneçuela. El 1r de juliol de 1943, va obtenir la seva llicència de pilot de l'Escola d'Aviació Civil Miguel Rodríguez. Es va convertir en la primera dona que va completar un vol en solitari a Veneçuela.

## Biografia
Filla de Custodio Contreras i Rosa Mattera (italiana, nascuda prop de Nàpols) va tenir set germans: Domingo, Elías, Miguelacho, Olga, Marita, Auxiliadora, y Mercedes.
Va estudiar a l'Escola d'Aviació Miguel Rodríguez, impulsada pel seu germà Elías, que va ser pilot de l'aviació militar i pioner de l'aviació a Veneçuela. Va ser una de les primeres dones a obtenir la llicència de pilot civil i acrobàtic, graduant-se el 1r de juliol de 1943. Abans que Luisa Elena ja s'havien graduat dues veneçolanes, Mary Calcaño (1939) i Ana Branger (1942).
Durant els seus estudis, aproximadament als 20 anys, Luisa va petir un accident a Palo Negro, quedant-se 3 dies en coma i 3 mesos a l'hospital amb fractures múltiples per tot el cos. Posteriorment es recuperà i acabà de graduar-se amb certes dificultats degut al sexisme de l'època, ja que en els inicis de l'escola Miguel Rodríguez, els instructors eren militars de l'aviació veneçolana.
Va ser a més la primera veneçolana que va volar en solitari. Va rebre dues distincions de part de la Força Aèria Veneçolana, a més de l'estima del qual sempre va gaudir en el medi aeronàutic veneçolà i en la resta de la societat.